# Bräkenoljeskinn
Bräkenoljeskinn (Sistotrema pteriphilum) är en svampart som beskrevs av K.H. Larss. & Hjortstam 1986. Enligt Catalogue of Life ingår bräkenoljeskinn i släktet Sistotrema  och familjen Hydnaceae, men enligt Dyntaxa är tillhörigheten istället släktet Sistotrema och familjen Sistotremataceae. Arten är reproducerande i Sverige. Inga underarter finns listade i Catalogue of Life.